# Dillinger’s Reisezeitung
Dillinger’s Reisezeitung war eine frühe österreichische Tourismuszeitschrift.
Sie erschien unter mehrfach wechselnden Titeln im Zeitraum von 1890 bis 1918. Herausgeber und Eigentümer war Andreas Dillinger. Das im 2°-Blatt erscheint ab 1890 dreimal monatlich und von 1903 bis 1913 zweimal beziehungsweise einmal monatlich.

## Geschichte
1890 trug das in Wien erschienene Blatt den Titel: „Dillinger's Reisezeitung: Blätter für Reise- und Fremdenverkehrs-Wesen mit besonderer Berücksichtigung des österreichischen und deutschen Alpenlandes und der Küstengebiete“. Dazu erschien die Beilage „Der Reiseführer“. 
Dessen Nachfolger war „Dillingers illustrirte Reisezeitung“ mit einem Erscheinungszeitraum von 1891 bis 1894; Erscheinungsort war ebenfalls Wien. 1893 erschien Dillingers illustrirte Reisezeitung außerdem als Beilage zur „Neuen Inn-Zeitung“.
Von 1895 bis 1900 lautete der Titel „Dillinger's Reise- und Fremden-Zeitung: unabhängiges Organ für internationalen Reise und Fremdenverkehr“. Erscheinungsorte waren Wien und Berlin.
Die Fortsetzung erfolgte unter dem Titel „Illustrirte Rundschau“ und erschien bei Dillinger in Wien und Berlin von 1901 bis 1902 mit der unselbständigen Beilage „Dillinger’s Reiseführer“.
Nachfolger der Illustrirten Rundschau war „Dillingers Reiseführer: illustrierte Zeitschrift für internationalen Reise- und Fremdenverkehr“, herausgegeben und erschienen in Wien bei Dillinger  von 1903 bis 1913. Die Erscheinungsweise war anfangs zweimal monatlich und später monatlich. Darin enthalten war die unselbständige Beilage „Dillinger’s Reiseführer“.